# Monte dei Paschi di Siena
Banca Monte dei Paschi di Siena S.p.A. (MPS) es el banco en funcionamiento más antiguo del mundo. Fundado en 1472 en la ciudad de Siena, Italia, concebido inicialmente como un monte de piedad para socorrer a los damnificados por la plaga, y ha estado en servicio ininterrumpidamente desde entonces. En la actualidad, su mayor accionista es el Estado italiano, tiene aproximadamente 3000 oficinas, 21.000   empleados y 4,5 millones de clientes en Italia, así como en sus filiales y negocios en el extranjero.

## Creación
En el año 1472 el gobierno de la antigua República de Siena, en la región italiana de Toscana, creó un monte de piedad (monte di pietà en italiano) para los pobres de la ciudad, como forma de combatir la usura. Cuando en 1559 la República de Siena quedó anexada a la República de Florencia para formar el Gran Ducado de Toscana, el Monte de Piedad amplió sus operaciones para otorgar créditos a los pobres (y no solo empeños) además de dar créditos a propietarios agrícolas de la región, al punto que en 1580 asumió el rol de "banco público" en calidad de ente recaudador. 
El Monte de Piedad fue reformado en 1624 cuando el gran duque Fernando II de Médici garantizó los depósitos del Monte de Piedad con las rentas de las tierras ducales de la Maremma dedicadas a la agricultura intensiva y pastoreo (tierras llamadas entonces Paschi y dando nombre al banco). El banco así regulado subsistió por más de dos siglos, y la unificación italiana le permitió extender sus operaciones de crédito y depósitos por toda Italia.

## Expansión
En 2007-2008 el banco adquirió Banca Antonveneta del Grupo Santander por 9.000 millones de euros, convirtiéndose en el tercer mayor banco de Italia por detrás de Unicredit e Intesa Sanpaolo. Alrededor de 400 oficinas de Antonveneta  en el noreste de Italia mantendrán su antigua marca corporativa, y el resto serán reconvertidas a las siglas MPS (junio de 2009). En 2007 MPS consideró comprar la entidad financiera Capitalia, que fue finalmente adquirida por su rival Unicredit.
El beneficio neto de MPS fue de 953 millones de euros en 2008, un 30% menos que en 2007. En marzo de 2009 la entidad anunció que buscaba 1900 millones de euros de capitalización de parte del gobierno de Italia, estructurados como bonos no convertibles sin derecho a voto.
En el año 2013 se descubrieron millonarias pérdidas financieras no reveladas a los accionistas ni a las autoridades bancarias del Estado italiano, y que databan de la época de la adquisición de Banca Antonveneta, tales pérdidas habían quedado ocultas por directivos bajo "contratos de derivados" celebrados con Deutsche Bank y Nomura Securities, lo cual generó la necesidad de una urgente reestructuración al reducirse drásticamente el valor de las acciones del 'Monte del Paschi en el mercado de valores. Finalmente el 26 de enero del 2013 se aprobó un plan de rescate financiero a cargo de la Banca d'Italia por valor de 3,900 millones de euros  a cambio de acciones, por lo cual el Estado italiano asume el control de la entidad.

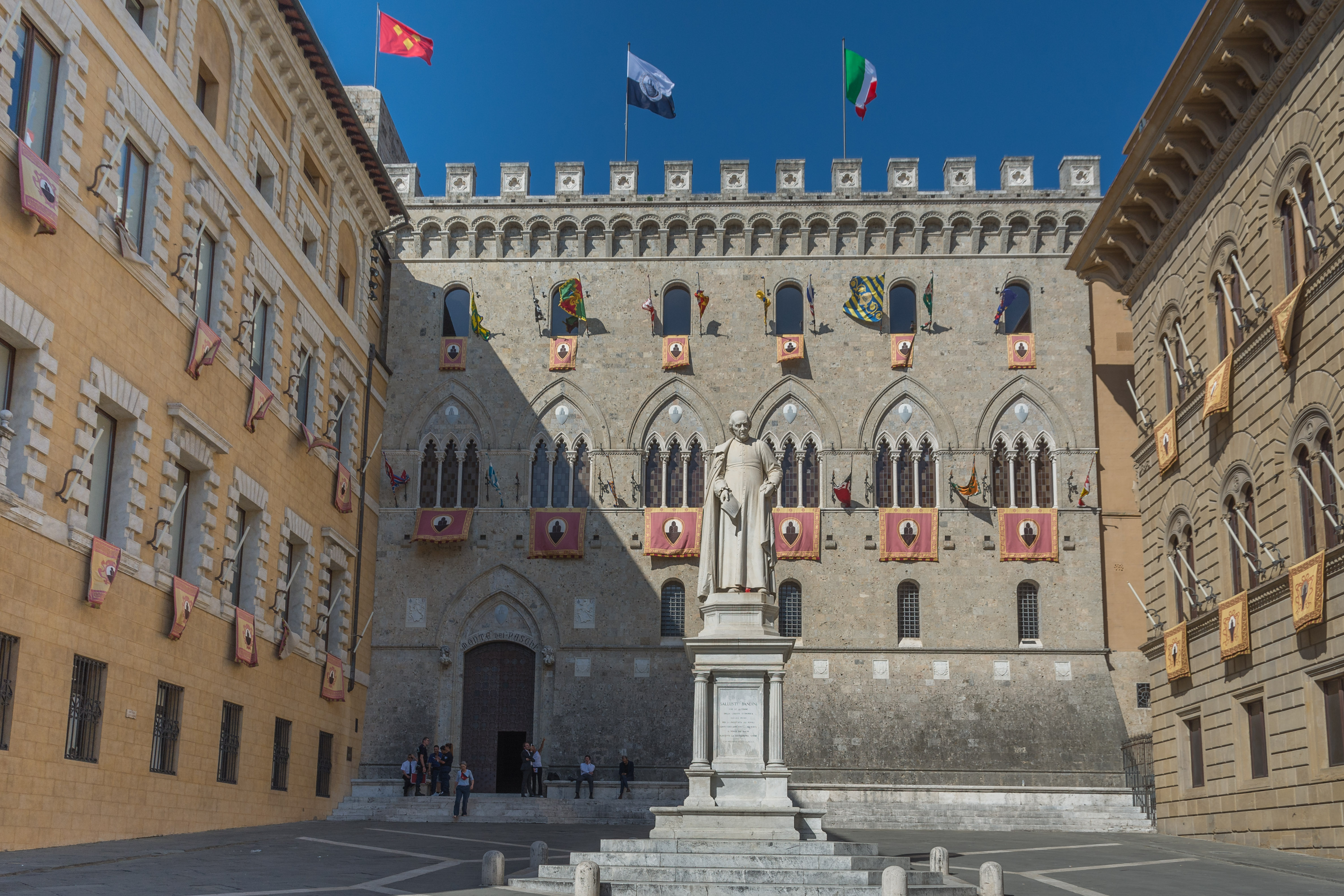
Entrada principal del palacio Salimbeni en Siena, sede del Monte dei Paschi di Siena.

La sede central de MPS en el Palazzo Salimbeni en la ciudad de Siena alberga una colección de objetos de arte y documentos históricos de la entidad recopilados a lo largo de toda su existencia. Sin embargo, esta colección no está abierta al público habitualmente. La última adquisición pública de arte del banco costó a la entidad alrededor de un millón de euros, un panel dorado de Segna di Bonaventura. La entidad es también conocida internacionalmente como el patrocinador principal del club Mens Sana Basket de la ciudad de Siena, un equipo participante de la Lega A italiana y también habitual de la competición continental Euroliga.
En noviembre de 2023, el Gobierno de Giorgia Meloni vendió una participación del 25% en el banco Monte dei Paschi di Siena, que el Estado había rescatado de la quiebra en 2017, en respuesta a las exigencias de la Comisión Europea.

## Principales accionistas
Los principales accionistas de Monte dei Paschi di Siena, en diciembre de 2009 incluyen:
- 55.489% Fondazione Monte dei Paschi di Siena
- 4.655% JPMorgan Chase
- 3.923% Francesco Gaetano Caltagirone
- 2.427% Unicoop Firenze Società Cooperativa
- 2.052% AXA

Al 2017 los accionistas principales de la Banca Monte dei Paschi di Siena eran:
- Ministerio de Economía y Finanzas (Italia) 68.247%[11]
- Grupo Generali 4.319%
- Acciones propias 3.181%

Tras verse obligada a un rescarte financiero gubernamental en el año 2013, tras la acumulación de pérdidas cuantiosas, ocultas durante años mediante contratos de derivativos con Deutsche Bank y Nomura Securities, el Monte dei Paschi di Siena es el segundo banco de Italia con mayores acciones en poder del Estado, tras la Cassa Depositi e Prestiti. Así, el accionariado en poder de la Fondazione Monte dei Paschi di Siena se redujo del 55% al 31 de diciembre del 2009 a menos del 2% el año 2015.

## Plan de ampliación del aeropuerto
El banco estuvo financiando en el 2008 la expansión del pequeño aeropuerto sienés de Ampugnano, para convertirse en un aeropuerto de tamaño internacional en el corazón de la campiña tradicional de Toscana. Tanto grupos locales como internacionales habían expresado objeciones a esta expansión por su posible impacto perjudicial en la belleza natural de la zona, su impacto ambiental y en su influencia en la atracción de turismo rural y de interior de la región.